# Hugh Fortescue (1er comte Clinton)
Pour les articles homonymes, voir Fortescue.
Hugh Fortescue, 1er comte Clinton, 14e baron Clinton (1696-1751) propriétaire de Castle Hill, dans la paroisse de Filleigh, de Weare Giffard Hall, Devon, et d'Ebrington Manor, à Gloucestershire, est un propriétaire foncier et un pair. Il construit la demeure seigneuriale palladienne de Castle Hill.

## Origines
Il est l'aîné des fils survivants et héritier de Hugh Fortescue (1665-1719) (en), député de Filleigh, Weare Giffard et Ebrington (1665-1719), et de sa première épouse Bridget Boscawen (déc. 1708), fille et unique héritière de Hugh Boscawen, député (1625– 1701), dont la mère est une Rolle), et de son épouse, Lady Margaret Clinton (déc. 1688), la plus jeune fille de Theophilus Clinton, 4e comte de Lincoln, 12e baron Clinton (1600-1667). Le cousin de Bridget Boscawen est Hugh Boscawen (1er vicomte Falmouth) (vers 1680-1734), contrôleur de la maison et vice-trésorier d'Irlande, élevé à la pairie en 1720. Elle hérite de la famille Boscawen, de divers domaines en Cornouailles, dont les mines d'antimoine de Treore  et possédaient également Trewether et les ports de Port Gaverne et de Port Isaac.

## Baron Clinton
À la mort d'Edward Clinton, cousin germain de sa mère, 5e comte de Lincoln, 13e baron Clinton (d.1692) (petit-fils et héritier de Théophilus Clinton, 4e comte de Lincoln, 12e baron Clinton (1600-1667)), le titre de baron Clinton reste en suspens jusqu'à sa dévolution en 1721 au profit de Hugh Fortescue, qui devient ainsi le 14e baron Clinton. Il hérite également du château de Tattershall dans le Lincolnshire, le siège Clinton, qui est conservé par la famille Fortescue jusqu'en 1910.

## Carrière
Le 16 mars 1721, il est convoqué à la Chambre des lords sous le titre de baron Clinton et est nommé la même année par le roi George Ier Lord Lieutenant du Devon. En 1723, il est nommé membre de la chambre du prince de Galles (le futur roi George II). En 1725, il est fait Chevalier du bain également par le roi George Ier. Alors qu'il est partisan du Premier ministre Walpole, en 1733, il vote contre son projet de loi sur les accises, qui devait faire face à une opposition substantielle et est démis de ses fonctions royales en tant que gentilhomme de la chambre du roi George II et Lord Lieutenant du Devon, comme ont également été démis de leurs fonctions deux ducs, quatre comtes et deux barons qui avaient pareillement défié Walpole. Après la démission de Walpole en 1742, la carrière de Fortescue reprend et le 5 juillet 1746 il est élevé à la pairie en tant que baron Fortescue de Castle Hill (avec reste spécial) et comte Clinton.

## Domaines

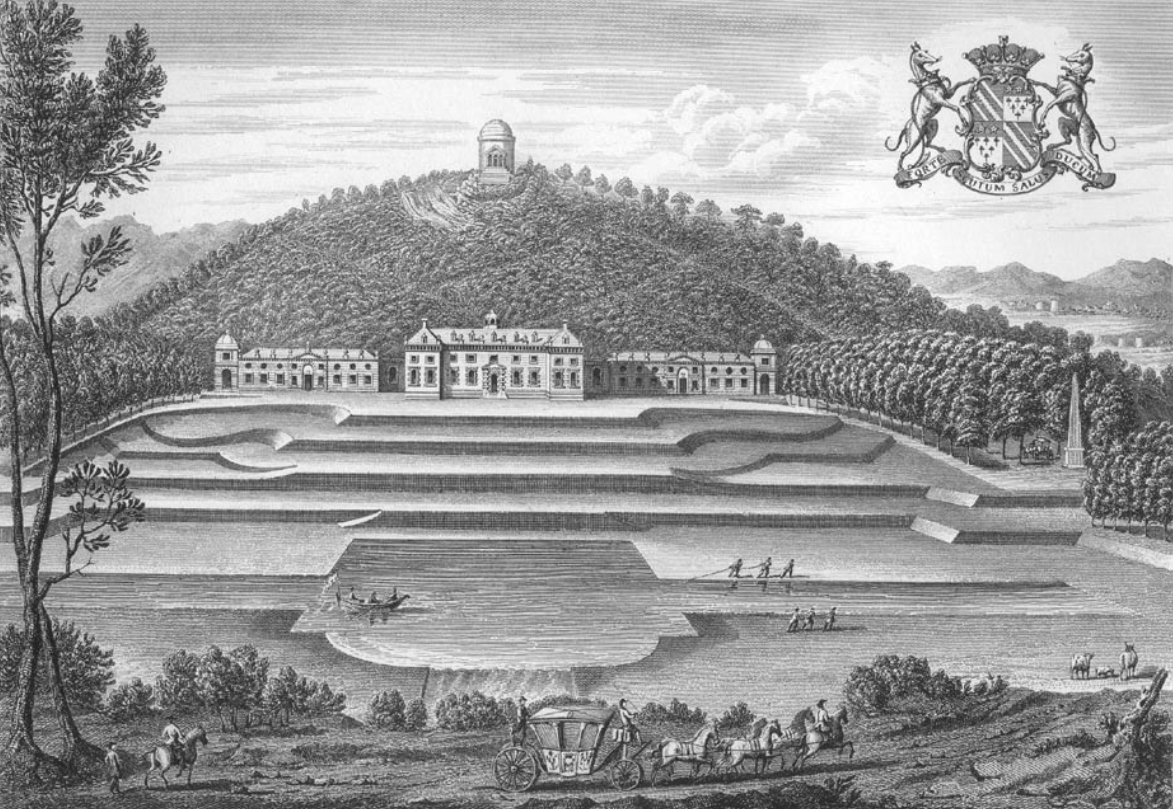
Castle Hill, Filleigh, Devon, tel que construit par Hugh Fortescue, 1er comte Clinton

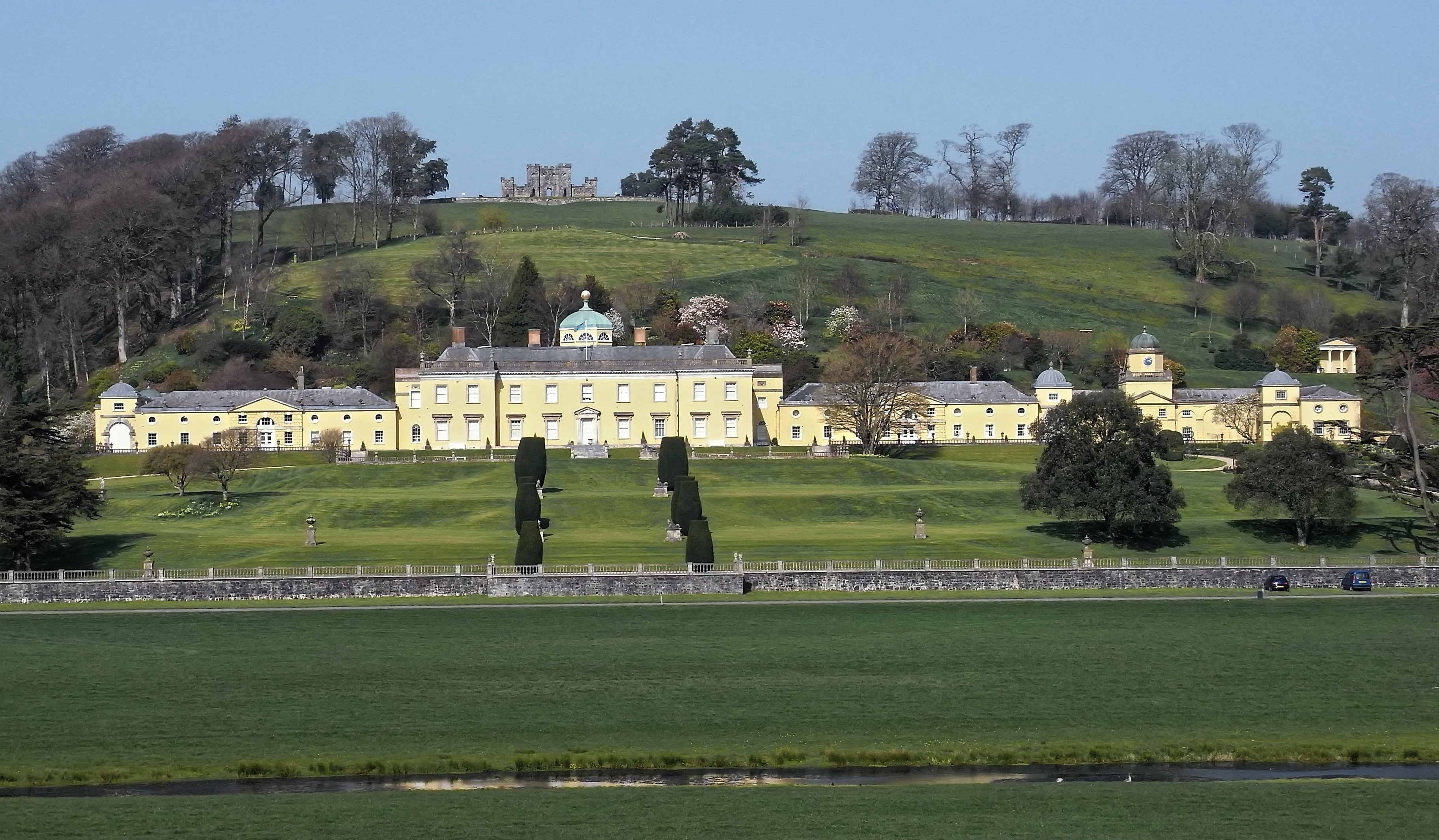
Castle Hill en 2014

Il consolide ses domaines en vendant la plupart de ses avoirs dans le Somerset et le Wiltshire et en réinvestissant le produit de 22 000 £ dans l’achat de terres dans les environs de son manoir de Filleigh dans le Nord Devon, hérité de son père, où il démolit l’ancien manoir et construit à sa place, la demeure seigneuriale palladienne subsistante qu'il nomme Castle Hill.

## Succession
Il meurt célibataire le 3 mai 1751, alors qu'il a une fille d'une maîtresse pour qui il construit une maison sur son domaine de Filleigh. La fille illégitime épouse un de ses cousins.
Comme il meurt sans descendance légitime, le comté de Clinton s'éteint et la baronnie de Fortescue passe à son demi-frère, Matthew Fortescue, 2e baron Fortescue (1719-1785), conformément au reste spécial. L’ancienne baronnie de Clinton, créée en 1298, reste en sommeil jusqu’en 1760 entre sa sœur sans enfant, Margaret Fortescue (1693-1760), qui s’appelait elle-même "baronne Clinton" et sa cousine germaine Margaret Rolle (1709-1781), qui devient en 1760 la quinzième baronne Clinton. Elle est alors veuve de Robert Walpole (2e comte d'Orford) (décédé en 1751) (fils du Premier ministre Robert Walpole) et épouse de Sewallis Shirley, fils de Robert Shirley (1er comte Ferrers).